# Rhianodes
Rhianodes is een geslacht van spinnen uit de familie Barychelidae.

## Soorten
Het geslacht kent de volgende soort:
- Rhianodes atratus (Thorell, 1890)